# トゥナ・ルーゾ・ブラジレイラ
トゥナ・ルーゾ・ブラジレイラ (ポルトガル語: Tuna Luso Brasileira)は、ブラジル・パラー州ベレンを本拠地とするサッカークラブである。

## 歴史
1903年1月1日に音楽グループとして設立。1906年にスポーツクラブとしての活動を始めた。クラブにはサッカー以外にも漕艇、水泳、そしてフットサルの各部門がある。
パラー州選手権では10回の優勝を誇る。全国選手権にも参加しており、セリエBとセリエCで優勝経験がある。
同じベレンに本拠地を置くクルーベ・ド・レモ、パイサンドゥSCとは伝統的にライバル関係にある。

## タイトル

### 国内タイトル
- カンピオナート・パラエンセ : 10回
  - 1937, 1938, 1941, 1948, 1951, 1955, 1958, 1970, 1983, 1988

- カンピオナート・ブラジレイロ・セリエB : 1回
  - 1985

- カンピオナート・ブラジレイロ・セリエC : 1回
  - 1992

### 国際タイトル
なし

## 歴代監督
- バウミール・ロールス 1996

## 歴代所属選手
- ジオヴァンニ・シウヴァ・ジ・オリヴェイラ 1991-1992
- マギヌン・ラファエル・ファリアス・タバレス 2002
- イザイアス・マイア・カルネイロ 2011-2012
- ヘイデルソン・レイチ・リマ 2013
- ルーカス・ゴメス・ダ・シウヴァ 2013